# لارنسیو دومانویو
لارنسیو دومانویو (رومانیایی: Laurențiu Dumănoiu؛ زادهٔ ۲۳ ژوئن ۱۹۵۱ - درگذشته ۲۱ اکتبر ۲۰۱۴) بازیکن والیبال اهل رومانی بود. او به همراه تیم ملی والیبال رومانی به مدال برنز المپیک ۱۹۸۰ دست یافت.